# Wilhelm Lilljeborg
Wilhelm Lilljeborg , (ook William Lilljeborg of Vilhelm Lilljeborg) (*Helsingborg, 6 oktober 1816 - Uppsala, 24 juli 1908) was een Zweeds zoöloog.
Lilljeborg werd geboren in Helsingborg in 1816, zijn vader was er predikant. Het lag dus in de lijn der verwachting dat Lilljeborg, omdat het familie traditie was, ook een opleiding tot predikant zou gaan volgen. Nadat hij zich in 1834 inschreef aan de Universiteit van Lund, in 1840 zijn Bachelor en het jaar daarna zijn Ph.D. titel haalde, deed hij in 1843 nog examen theologie. In 1844 kreeg hij een baan als docent in de zoölogie aan zijn universiteit en zijn loopbaan heeft zich uiteindelijk meer in die richting ontwikkeld. In het jaar 1854 accepteerde hij een baan
in hetzelfde vakgebied maar op de Universiteit van Uppsala waar hij werkte tot 1882.
In verband met zijn werk ondernam Lilljeborg verschillende studiereizen in binnen- en buitenland, waaronder in 1848 door Rusland en in 1865 naar Londen en Parijs. Uiteindelijk besloot hij zijn voorbeeld Sven Nilsson te volgen, en zich te concentreren op de fauna van Zweden.
Hij heeft hier verschillende uitgebreide geschriften over gepubliceerd en hij was gespecialiseerd in kreeftachtigen (Crustacea) en zeezoogdieren.
In 1877 ontving hij een eredoctoraat van de medische faculteit van de universiteit van Uppsala. In 1816 werd hij verkozen tot lid van de Zweedse Academie van Wetenschappen en hij was tevens erelid van Kungliga Fysiografiska Sällskapet i Lund. Akademi för naturvetenskap, medicin och teknik , de Kungliga Vetenskaps-Societeten i Uppsala en de Kungliga Vetenskaps- och Vitterhetssamhället i Göteborg. Hij was ook lid van diverse internationale verenigingen, zoals de Zoological Society of Londen, het botanischen Gesellschaft, Wien, de Société des Sciences naturelles de Cherbourg en de Linnean Society of London.

## Enkele werken
- Beskrifning af tvenne för Skandinaviens fauna nya däggdjur (1842)
- Bidrag till norra Rysslands och Norges fauna, samlade under en vetenskaplig resa i dessa länder 1848 och 1850
- Zoologisk resa i norra Ryssland och Finnmarken 1849
- Bidrag till den högnordiska hafsfaunan (1850)
- Hafs-crustaceer vid Kullaberg i Skåne (1852)
- Öfversigt af de inom Skandinavien hittills funna arterna af slägtet Gammarus (Fabr. 1853)
- Kullens hafs-mollusker (1851 und 1854)
- Beskrifning öfver tvenne märkliga Crustaceer af ordningen Cladocera (1860)
- En för Sveriges fauna ny fisk Leucaspius delineatus (Heckel) (1871)
- Sveriges och Norges ryggradsdjur (1872–91)
- Supplément au mémoire sur les genres Liriope et Peltogaster
- On the crustacea of the suborder Amphipoda and subfamily Lysianassina, found on the coast af Sweden and Norway
- On two subfossil whales discovered in Sweden
- Bidrag till kännedomen om tandömsningen hos Otaria och Halichærus
- Öfversigt af de inom Skandinavien anträffade hvalartade däggdjur (Cetacea)
- Description of Halcrosia Afzelii, a new Crocodile from Sierra Leona, West-Africa (1867)